# 323 aC
El 323 aC va ser un any del calendari romà prejulià. A la República i a l'Imperi Romà es coneixia com l'Any del consolat de Llong i Cerretà (o també any 431 ab urbe condita o de la Fundació de Roma). La denominació «323 aC» per a aquest any s'ha emprat des de l'edat mitjana, quan el calendari Anno Domini va ser el mètode prevalent a Europa per a anomenar els anys.

## Esdeveniments

### Alexandre El Gran
- Alexandre el Gran torna a Babilònia on mana de construir una flota per conquerir la península aràbiga. Encarrega el comandament de l'esquadra a Nearc.[2]
- Un dia del mes de juny, Alexandre va donar una festa esplèndida en honor a Nearc. Al final del dia es va adormir a la sala de bany després d'haver begut molt de vi. Va tenir molta febre que es va tractar amb constants banys d'immersió i sacrificis als déus, segons Plutarc, però al cap de deu dies va morir.[3]
- A la mort d'Alexandre, Perdicas proposa que la corona s'ha de reservar pel fill d'Alexandre i Roxana (que estava embarassada) suposant que fos un mascle, i a proposta d'Arístonous la regència li és confiada a Perdicas, i, a proposta de Pitó, s'anomena corregent a Lleonat. Part de l'exèrcit reconeix aquest acord però la infanteria dirigida per Meleagre no hi esta d'acord i defensa la corona per Filip III Arrideu, el germanastre d'Alexandre.[4][5]
- Èumenes de Càrdia, a la mort d'Alexandre, intenta evitar la lluita entre les diverses faccions dels diàdocs que pugnaven per la successió. A Babilònia custodia el cos d'Alexandre, calma al cos de l'exèrcit i posa pau entre els generals.[6]
- Guerra de Làmia. Esclata la guerra entre Antípatre, regent de Macedònia des de la mort d'Alexandre, amb el suport de Lleonat, i els atenesos, comandats per Antífil d'Atenes, amb el suport de la Lliga Etòliaque despleguen un exèrcit de 30.000 homes i capturen les Termòpiles, i aconsegueixen de mantenir l'exèrcit d'Antípater arraconat a Làmia. Després de la deserció de la Lliga Etòlia, els atenesos són derrotats a Amorgos, en el curs d'una important batalla marítima.[7]

### Antiga Roma
- Aquest any són elegits cònsols Gai Sulpici Llong i Quint Auli Cerretà.[8]
- Els dos cònsols s'enfronten a diverses revoltes. Cerretà marxa contra els apulis i s'envia també un exèrcit contra els samnites, comandat per Llong. Els romans recorren tot el Samni i la Pulla, però no es produeix cap enfrontament digne d'aquest nom.[9]
- El tribú de la plebs, Marc Flavi, presenta una rogatio, la llei Flavia de Tusculanis per castigar Túsculum que havia incitat a Velitres i Privernum a fer la guerra a Roma. Els tusculans van poder evitar el càstig anant a Roma amb les seves dones i fills, implorant pietat. Els romans els van concedir el perdó, votant en contra només la tribu Pòl·lia.[10][11]

## Necrològiques
- 10 de juny - Alexandre el Gran, rei de Macedònia, conqueridor de l'Imperi Persa.[3]